# Xã Pine, Quận Mercer, Pennsylvania
Xã Pine (tiếng Anh: Pine Township) là một xã thuộc quận Mercer, tiểu bang Pennsylvania, Hoa Kỳ. Năm 2010, dân số của xã này là 5.150 người.